# 大叶马蹄香
大叶马蹄香（学名：Asarum maximum），又名马蹄细辛（湖北宜昌），为马兜铃科细辛属的植物，是中国的特有植物。分布于中国大陆的湖北、四川等地，生长于海拔600米至800米的地区，一般生于林下腐殖土中，目前尚未由人工引种栽培。

## 参考文献

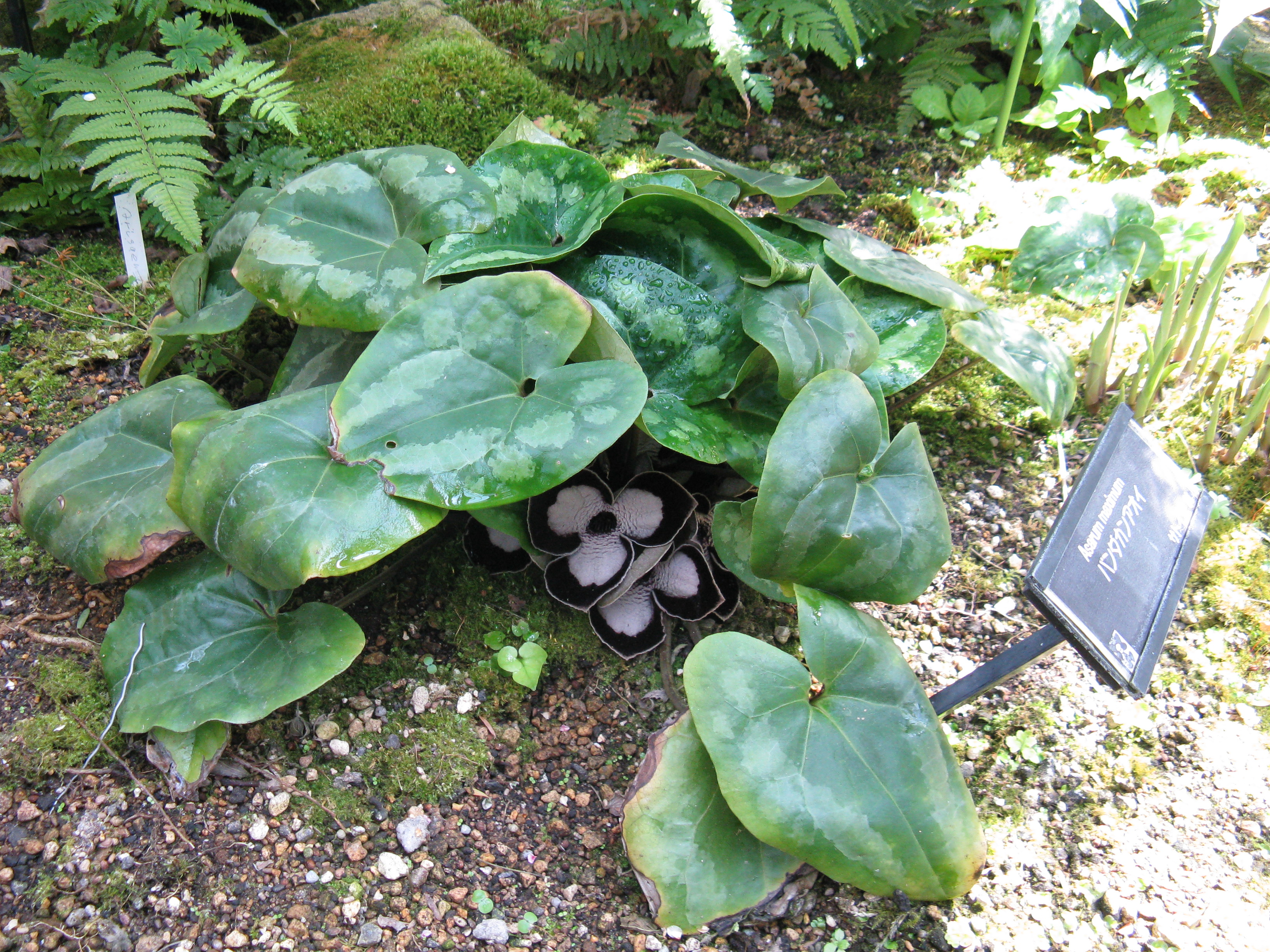